# Puchar Francji w piłce nożnej (1995/1996)
Puchar Francji w piłce nożnej mężczyzn 1995/1996 – 79. edycja rozgrywek, mających na celu wyłonienie zdobywcy piłkarskiego Pucharu Francji, zorganizowana przez Francuski Związek Piłki Nożnej (FFF) w sezonie 1995/96. Przystąpiło do niej 5847 drużyn klubowych. Zwycięzcą zostało AJ Auxerre.

## 1/8 finału
| Gospodarze                  | Wynik | Goście                      |          |
| AJ Auxerre (D1)             | 3 - 1 | Paris SG (D1)               |          |
| Lille OSC (D1)              | 1 - 1 | AS Monaco (D1)              | 5-4 kar. |
| Chamois Niortais FC (D2)    | 0 - 1 | RC Strasbourg (D1)          |          |
| Sporting Toulon Var (Nat.1) | 1 - 1 | Montpellier HSC (D1)        | 1-4 kar. |
| ASOA Valence (D2)           | 1 - 0 | Stade Lavallois (D2)        |          |
| SM Caen (D2)                | 5 - 0 | FC Sochaux-Montbéliard (D1) |          |
| CS Blénod (Nat.3)           | 0 - 2 | Olympique de Marseille (D2) |          |
| Thouars Foot 79 (Nat.1)     | 0 - 2 | Nîmes Olympique (Nat.1)     |          |

## Ćwierćfinały
| Gospodarze                  | Wynik       | Goście             |  |
| Montpellier HSC (D1)        | 1 - 0       | SM Caen (D2)       |  |
| ASOA Valence (D2)           | 0 - 2       | AJ Auxerre (D1)    |  |
| Olympique de Marseille (D2) | 1 - 0       | Lille OSC (D1)     |  |
| Nîmes Olympique (Nat.1)     | 3 - 2 dogr. | RC Strasbourg (D1) |  |

## Półfinały
- AJ Auxerre - Olympique de Marseille 1-1, kar. 3-1
- Nîmes Olympique - Montpellier HSC  1-0

## Finał
- AJ Auxerre - Nîmes Olympique 2-1

## Król strzelców
- Marc Libbra (5 goals)